# Paul Félix Vincensini
Paul Félix Vincensini est un mathématicien français né à Bastia le 30 avril 1896 et mort à La Ciotat le 9 août 1978.

## Biographie
Né en 1898 à Bastia, il obtient un doctorat en 1927 à l'université de Toulouse avec la thèse Sur trois types de congruences rectilignes. Cette thèse est remarquée. En 1945, professeur à l'université de Franche-Comté, il reçoit le prix Charles-Dupin de l'Académie des sciences « pour ses travaux de haute géométrie »,.
En 1949, il rejoint l'université d'Aix-Marseille.
Il participe à plusieurs conférences internationales comme le Congrès international des mathématiciens à Zurich en 1932 et au Massachusetts en 1950 : Sur certains réseaux tracés sur une surface et leur rôle en géométrie différentielle.

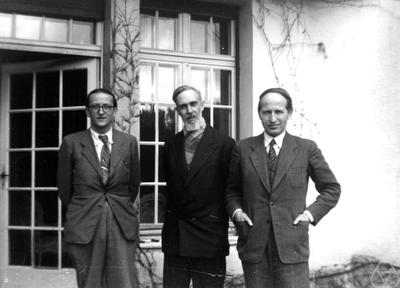
Paul Vincensini entouré de Georges Reeb et Charles Ehresmann, lors d'une conférence à l'Institut de recherches mathématiques d'Oberwolfach en 1949

À partir de 1967, il est en retraite mais continue à être mis à contribution dans des conférences, y compris l'année de sa mort, en 1978.